# Grant Kenny
Grant Hayden Kenny (ur. 14 czerwca 1963 w Maryborough) – australijski kajakarz. Brązowy medalista olimpijski z Los Angeles.
W igrzyskach brał udział dwukrotnie (O 84, IO 88). Brązowy medal wywalczył w kajakowych dwójkach na dystansie 1000 metrów – część krajów bloku wschodniego zbojkotowało imprezę. Wspólnie z nim płynął Barry Kelly. W 1986 w tej samej konkurencji zdobył brązowy medal mistrzostw świata.